# 15 (前田愛のアルバム)
『15』（じゅうご）は、前田愛のベスト・アルバム。

## 概要
- 前田はオリジナル・アルバムを発売したことがないので、本作が初のアルバムということになる。
- 『苺』と同時発売。
- 初回盤は、DVDが付属。

## 収録曲

### CD
1. Go!Go!Ready?Go?!
2. あきらめないで
3. my light
4. いつも いつでも (15th MEMORIAL VERSION)
5. スタンド・バイ・ミー〜ひと夏の冒険〜
6. Resolution
7. 誰より… (15th MEMORIAL VERSION)
8. 夕陽の約束
9. 君との未来
10. find out
11. Moving on!
12. My Tomorrow
13. Party
14. Now is the time!!
15. Forever

### DVD
1. アシタハアタシノカゼガフク
2. Days -愛情と日常-